# Amhara (province)
Pour les articles homonymes, voir Amhara.
Amhara ou Bet Amhara ("La maison d'Amhara") était une province médiévale de l'Éthiopie, située dans l'actuelle région Amhara et l'ancienne province du Wollo. Elle était au sud des provinces de Wag et Lasta et donna son nom à la langue amharique qui elle-même désigna le peuple amhara.